# Pierre Constant de Suzannet
Pour les articles homonymes, voir Constant.
Pour les autres membres de la famille, voir Famille de Suzannet.
 (mai 2019).
Si vous disposez d'ouvrages ou d'articles de référence ou si vous connaissez des sites web de qualité traitant du thème abordé ici, merci de compléter l'article en donnant les références utiles à sa vérifiabilité et en les liant à la section « Notes et références ».
Pierre Jean Baptiste Constant, comte de Suzannet, né le 13 février 1772 à Chavagnes-en-Paillers et mort le 21 juin 1815 à Aigrefeuille-sur-Maine, est un militaire français et un général vendéen.

## Biographie
Pierre Constant de Suzannet est le fils de Pierre-Alexandre de Suzannet et Louise Charlotte de Caumont d'Adde. Il a pour oncle et parrain, le chevalier Jean-Baptiste-François de Suzannet. Cousin germain de Henri de La Rochejaquelein (leurs mères étaient sœurs), ils font leurs classes ensemble à l'école militaire de Sorèze puis de Paris. En 1788 à 16 ans, il entre comme sous-lieutenant au régiment des Gardes françaises.
Après la défection de son corps d’Armée, il émigre en 1791, à Coblence avec son père. En 1792, il fait la campagne des princes, en qualité de lieutenant des hommes d’armes dans l’armée de Lord Moira, destiné à soutenir les mouvements en Vendée. L'année suivante, il accompagne son père en Angleterre. En 1795, sous-lieutenant au régiment d’Hervilly, il prend part à l’expédition de Quiberon, et fait partie du petit nombre qui réchappe en se sauvant à la nage à bord d’un bâtiment anglais.
Il rejoint la Vendée où il se place sous les ordres du général de Charette en tant que chef d'une division⁹. Il se rend de nouveau en Angleterre avec pour mission de demander des secours au gouvernement britannique et rencontrer le comte d'Artois. Sur le chemin du retour, Suzannet apprend la mort de Stofflet (25 février 1796) et la position périlleuse dans laquelle se trouve le général Charette. Débarquant sur la côte près de Saint Malo avec une trentaine d’officiers royalistes, le groupe rencontre une patrouille puis un bataillon républicain. Dans l’échauffourée, plusieurs d’entre eux trouvent la mort. Suzannet arrive à échapper en traversant la rivière à la nage.
La mort de Charette, mettant fin au second soulèvement vendéen, Hoche enjoint au comte de Suzannet de sortir de France et le fait conduire aux frontières de la Suisse. Début 1797, Suzannet se rend malgré tout à Paris pour rencontrer des agents du roi, Brotier et Laville-Heurnois, puis part pour l’Angleterre où il séjourne 6 mois.
Le coup d’état du 18 fructidor (septembre 1797), et le rétablissement des lois contre les émigrés et les prêtres réfractaires ravive les tensions. Le 20 août 1799, le comte d'Artois transmet l'ordre de se préparer à la guerre (3e guerre de Vendée (1799-1800). Le commandement des armées royalistes de l'Ouest est réorganisé et Pierre Constant de Suzannet, succédant à Charette, se voit confier l'Armée du Bas-Poitou et du Pays de Retz. Alors qu’il marchait sur Montaigu à la tête de 3 000 hommes, Suzannet est blessé grièvement en novembre 1799. Enfin, à l'annonce du coup d'État du 18 Brumaire, la guerre s’interrompt et des négociations s’ouvrent (conférence de Pouancé). Malgré la réticence de certains chefs, Suzannet signe avec d’Autichamp et Sapinaud la paix Montfaucon le 18 janvier 1800.
La police de Fouché craignant les actions de Suzannet, l’arrête en décembre 1801, avec son ami le comte Louis d’Andigné. Emprisonnés au Temple sur ordre de Bonaparte, ils sont transférés au château de Dijon, puis au fort de Joux d'où ils parviennent s'évader le 16 août 1802, dans des conditions rocambolesques. Le Premier Consul consent à la levée du séquestre mis sur leurs biens à condition qu’ils ne retournent pas dans leurs provinces et résident à 100 lieues de Paris. Suzannet se fixe à Valence.
Il participe, début 1804, à la conspiration de Georges Cadoudal pour renverser Napoléon et parvient à s’enfuir en Allemagne où il s’exile plusieurs années. En 1807, il obtient enfin l’autorisation de revenir en France et l’année suivante d’habiter en Vendée.
À la Restauration, Louis XVIII l’appointe commissaire extraordinaire dans les départements de l’Ouest. Il est nommé commandeur de l'Ordre royal et militaire de Saint-Louis.
À la nouvelle du retour de Napoléon, en mars 1815, Suzannet se réfugie en Vendée où il lève des troupes. Quatre corps d’armée composés de quelque 25 000 volontaires s’organisent avec à leur tête, Louis de La Rochejaquelein, Sapinaud, d’Autichamp et Suzannet. Ils attendent le débarquement par bateau d’armes et de munitions promis par les Anglais. Les chefs vendéens connaissent quelques victoires dans les premiers jours d’hostilité. Mais le manque d’approvisionnement en nourriture et en arme entame rapidement le moral des troupes insurgées. Napoléon dépêche le général Lamarque en renfort pour soutenir Travot, Estève et Brayer. Surtout, Fouché tente d’ouvrir des négociations en envoyant ses émissaires Malartic, de Flavigny et la Béraudière. La mort de Louis de La Rochejaquelein renforce les divisions entre chefs vendéens.
Commandée par Suzannet, d’Autichamp et Sapinaud, l'armée vendéenne affronte les troupes de Lamarque et Brayer, le 20 juin à la bataille de Rocheservière. Suzannet, grièvement blessé, meurt le lendemain.
Sept jours plus tard, les généraux Sapinaud, d’Autichamp et Auguste de La Rochejaquelein acceptent les conditions du général Lamarque et signent le traité de Cholet (28 juin 1815) qui met fin à l'insurrection.
Le corps du général de Suzannet, d’abord enterré dans un bois près de Aigrefeuille-sur-Maine, est exhumé quelques semaines plus tard et transporté en l’église de Maisdon-sur-Sèvre où il est de nouveau inhumé.